# United Fruit Company
La United Fruit Company (también conocida por sus siglas UFCO, como la Frutera, el Pulpo o la Yunai —en Colombia, Costa Rica y Panamá[cita requerida]—) fue una empresa multinacional estadounidense, fundada en 1899, dedicada  a la producción y comercialización de frutas tropicales (principalmente bananas) cultivadas en América Latina. Desde comienzos del siglo XX, la United Fruit Company se convirtió en una fuerza política y económica determinante en muchos países de dicha región (las llamadas repúblicas bananeras), influyendo decisivamente sobre gobiernos y partidos para mantener sus operaciones con el mayor margen posible de ganancias, al extremo de auspiciar golpes de Estado, más concretamente el Golpe de Estado en Guatemala de 1954. Igualmente, la compañía es recordada por el mal trato a sus trabajadores y por una feroz represión sindical, sobre todo en la conocida como la masacre de las bananeras de 1928 en Colombia, en la que cerca de un millar de trabajadores fueron masacrados. Tras su quiebra en la década de 1970, se reorganizó como Chiquita Brands International.

## Surgimiento
El empresario estadounidense Minor Keith se estableció en Costa Rica en 1871. Costa Rica era entonces un país con una economía casi exclusivamente agrícola, y Keith había empezado sus actividades empresariales dedicándose a los ferrocarriles, apoyando los negocios de su tío, el empresario de ferrocarriles, Henry Meiggs, hasta la muerte de este en 1877.
En tanto el tráfico de pasajeros y mercancías en Costa Rica no era lo suficientemente rentable, Keith descubrió pronto que su ferrocarril podría usarse para transportar bananos para su exportación a EE. UU., reduciendo significativamente su costo de transporte, por lo cual en la década de 1880 se dedicó al negocio de siembra y exportación de plátanos comprando para ello vastas fincas agrícolas situadas a los costados de su vía férrea y creando la empresa «Tropical Trading and Transport Company» que años después controlaría gran parte de la producción de plátanos en Costa Rica, Guatemala, Nicaragua, Panamá, Colombia y Honduras, además de piña y ciruelas en plantaciones de América Central.
A cambio de negociar con banqueros de Gran Bretaña nuevas condiciones de pago de la deuda externa de Costa Rica, Keith logró que en 1884 el gobierno de dicho país, presidido por Próspero Fernández Oreamuno, le otorgara una gran concesión de casi 800 hectáreas de tierra cultivable. Poco después, las propiedades de Keith abarcaban grandes extensiones de Centroamérica y el Caribe donde la empresa era conocida como «Mamita Yunai» (nótese que «Yunay» es una deformación al español del término inglés «United»). Estas frutas eran vendidas en Estados Unidos y Europa.
Pronto Keith amplió sus negocios a El Salvador y Honduras, aprovechando que en el mercado estadounidense los frutos tropicales como el plátano alcanzaban altos precios al ser considerados bienes exóticos y de elevado costo para el público, mientras que en 1890 concluía la línea de ferrocarril para transportar dichos productos. No obstante, Keith quedó endeudado ante la banca de Nueva York sufriendo la bancarrota en 1899 y debió buscar un socio con suficiente capital para sostener su negocio.
La United Fruit Company o UFCO nació así en 1899, cuando Minor Keith tuvo que fusionar su empresa «Tropical Trading and Transport Company» con una importante compañía competidora: la «Boston Fruit Company», de su compatriota Andrew W. Preston.

## Apogeo
Keith y Preston se repartieron los cargos de presidente y vicepresidente de la UFCO, complementando sus respectivas empresas, pues Preston poseía una vasta flota de buques mercantes (conocida como la «Gran Flota Blanca» o «Great White Fleet»), así como contactos de gran importancia en los mercados del norte de EE. UU., junto con plantaciones en islas del Caribe. Por su parte, Keith aportaba extensiones de cultivo mucho más vastas que poseía hace años en América Central, una amplia red de ferrocarriles en dichas regiones y además su dominio de los mercados de frutas del sur de EE. UU., lo cual hacía la fusión muy atractiva también para Preston.

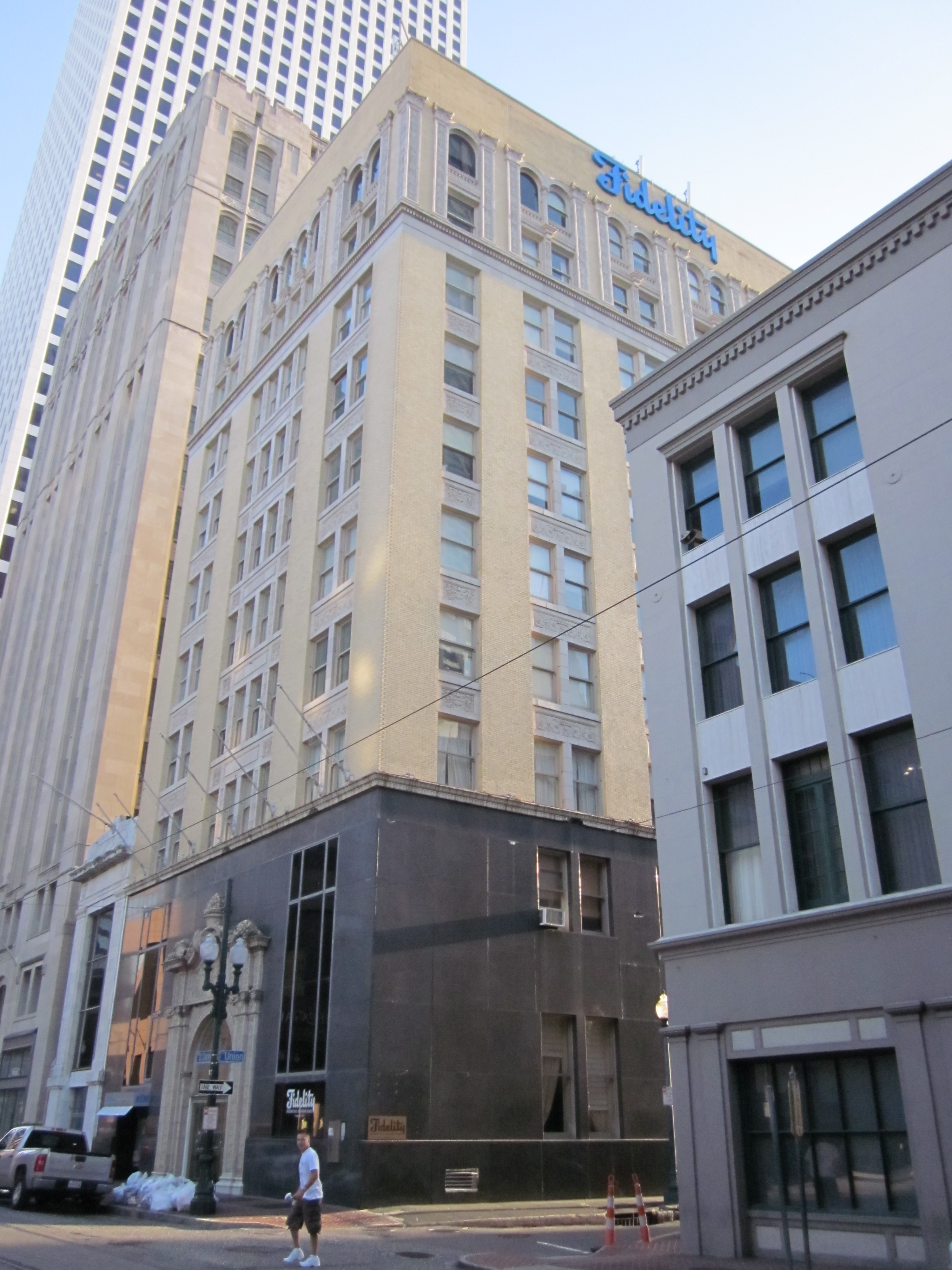
Edificio que albergó la sede central de la United Fruit Company en Nueva Orleans.

La empresa resultante, la «United Fruit Company», empezó a comprar acciones de empresas rivales por consejo de su asesor legal, el abogado Bradley Palmer, ofreciendo a sus competidores acceso al 80% del mercado de frutas tropicales de Estados Unidos (que las extintas «Tropical Trading and Transport Company» y «Boston Fruit Company» ya controlaban), logrando así dominar el accionariado de 14 empresas rivales y obteniendo, así, casi el monopolio del mercado de frutos tropicales en el sur de EE. UU.
Hacia 1930, la UFCO había logrado absorber a unas 30 empresas estadounidenses en América Central, creciendo aún más su poderío económico y penetración financiera en la región, habiendo sido su última adquisición en 1930 la empresa Cuyamel Fruit Company del estadounidense Samuel "Sam" Zemurray.

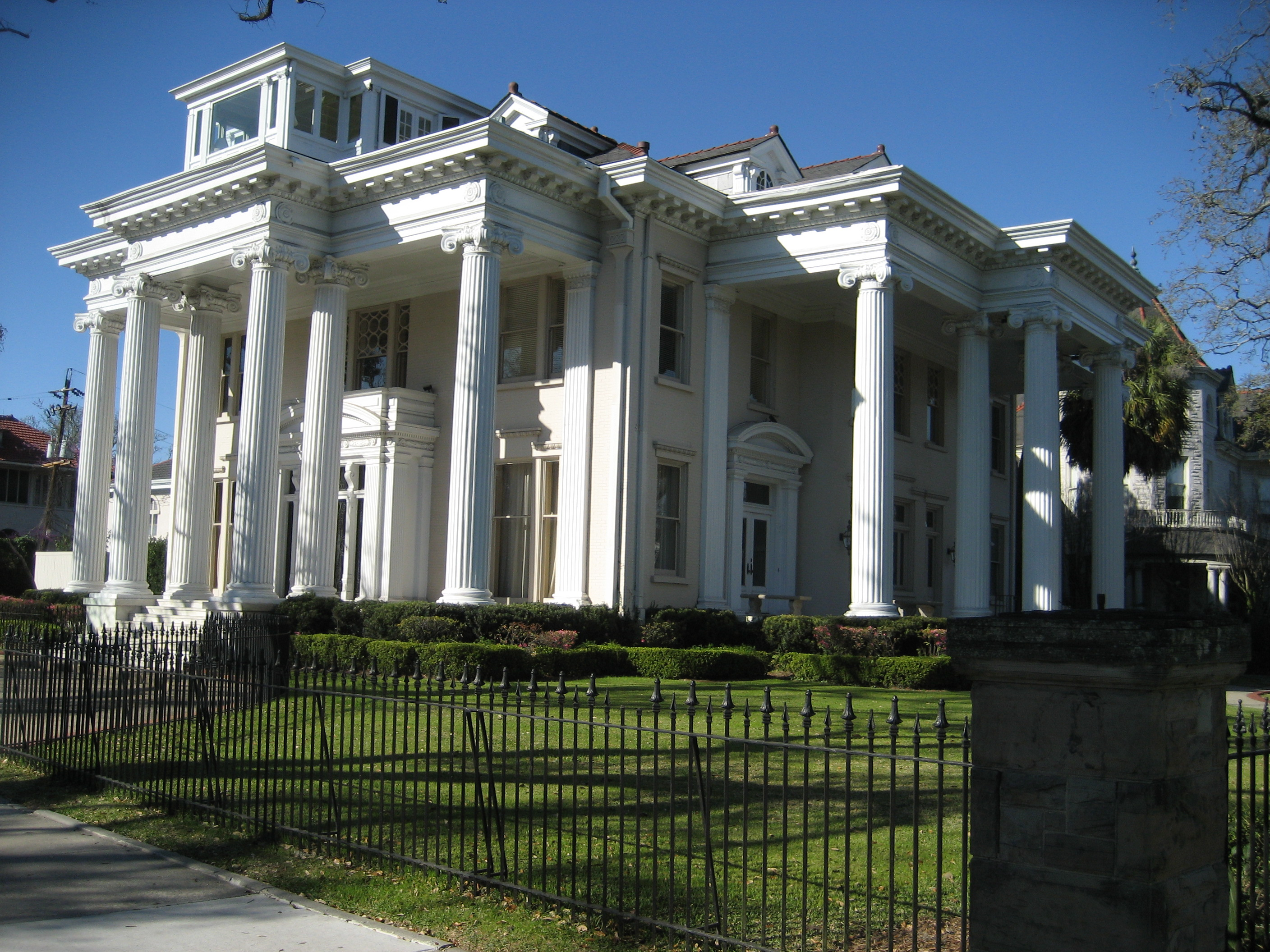
Residencia de Samuel Zemurray en Nueva Orleans, tras trasladar la sede de la UFCO a esa ciudad.

No obstante, debido a la Gran Depresión de 1929 y el estancamiento del mercado de frutas tropicales en EE. UU., el valor de las acciones de la «United Fruit Company» empezó a disminuir aceleradamente. Al reducirse el valor de mercado de la empresa, Zemurray lanzó una oferta hostil contra «United Fruit Company» en 1933 y compró la mayor parte de acciones de dicha empresa, tomando Zemurray el control pleno sobre ella.
Sam Zemurray trasladó la sede central de United Fruit Company a Nueva Orleans, desde la cual se dirigiría todas las operaciones agrícolas y comerciales en el extranjero, y fue desde mediados de la década de 1930 cuando la UFCO alcanzó su mayor poderío financiero y político en América Central.

## Operaciones en América Central
Desde su fundación en 1899, la UFCO ya era propietaria de grandes extensiones de tierras dedicadas al cultivo del plátano, destinado casi en su totalidad a la exportación al mercado de Estados Unidos, aunque posteriormente fue diversificando sus cultivos de frutas. Inclusive, aprovechando su poderío financiero, la «frutera» había establecido la primera gran red ferroviaria de Guatemala y El Salvador, administrando junto con ello el servicio postal guatemalteco desde 1908, aunque dicha vía férrea era destinada casi exclusivamente al transporte de frutas en sus inicios; posteriormente esta red ferroviaria fue transformada en un monopolio con autorización del gobierno guatemalteco.
Un mecanismo ampliamente utilizado por la UFCO era comprar a precios bajos grandes cantidades de tierras en América Central. Esto era una herramienta para evitar que surgieran competidores y mantener así un monopolio sobre la producción de plátanos, inclusive conservando extensas zonas agrícolas sin cultivar bajo pretexto que sequías o huracanes le obligaban a mantener «en reserva» grandes extensiones de terreno sin usar.

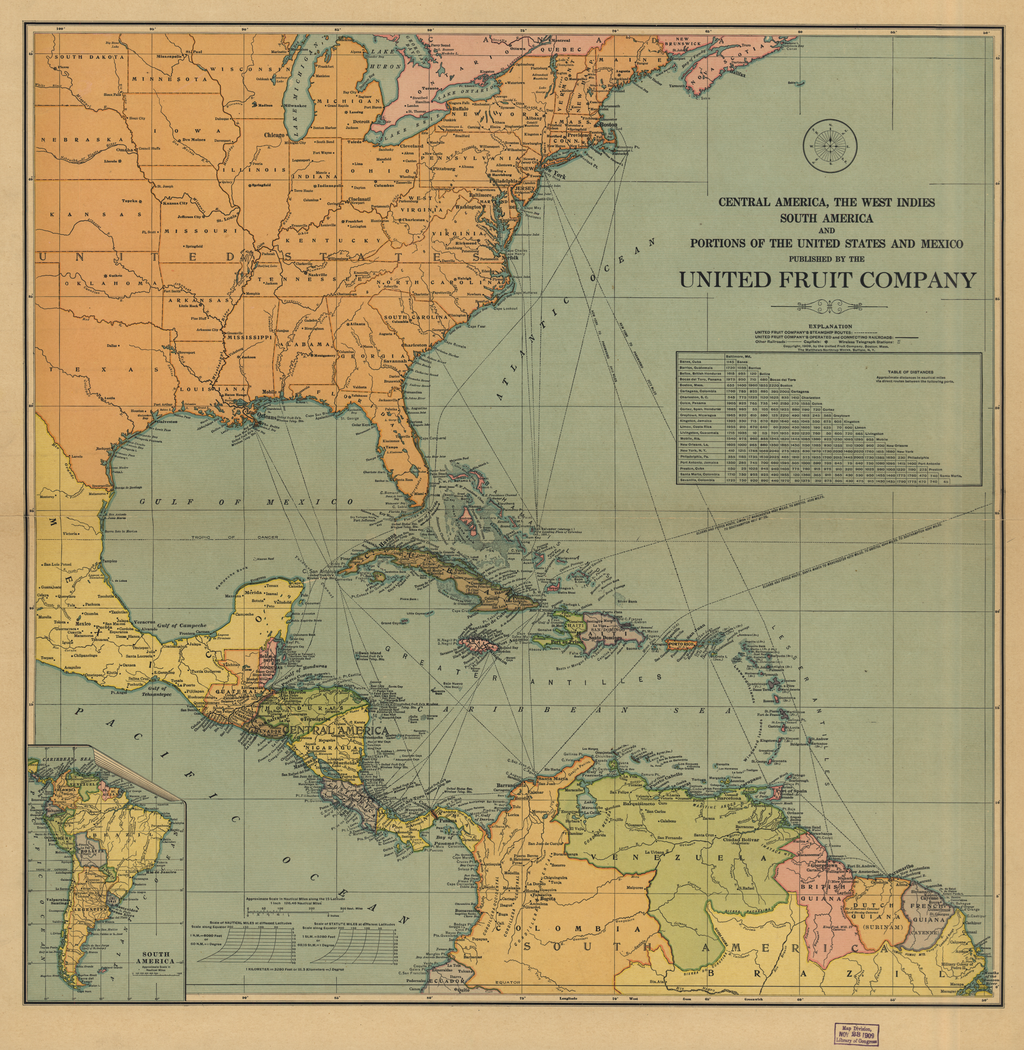
Mapa de rutas de la «Gran Flota Blanca» de la «United Fruit Company», la cual tenía el monopolio de transporte de carga y personas en muchos de los países latinoamericanos.

No obstante, los detractores de la empresa sostuvieron que la finalidad de esta compra masiva de tierras era evitar una sobreproducción capaz de reducir los precios del plátano, eliminar competidores del mercado; otra meta era forzar a que los campesinos más pobres abandonaran el cultivo en pequeñas propiedades individuales y se tornaran en «peones» de la UFCO, como mano de obra muy barata debido a los sueldos artificialmente bajos que abonaba la UFCO. Tal política implicaba una oposición frontal de la «United Fruit Company» a todo tipo de reparto de tierras en Centroamérica, inclusive si tales repartos afectaban a sus fincas que llevaban varios años sin cultivar.
De igual forma, otra preocupación constante de la empresa era mantener unos reducidos costos tributarios y laborales, siendo acusada de sobornar masivamente líderes políticos de América Central para liberarse de toda presión de pago de impuestos y obtener beneficios y exenciones de tributos, así como para obtener de las autoridades locales un "trato preferencial" en cuanto a aranceles a cambio que la UFCO financiara diversos regímenes de toda especie, siempre que éstos cuidaran en simultáneo de los intereses de la empresa.
La reducción de costos afectaba también los salarios de los peones agrícolas que eran mantenidos bastante bajos por la UFCO, con ayuda de las autoridades nacionales de cada país, criticadas frecuentemente por emitir leyes solo para "satisfacer" a la «estructura de costos» de la «United Fruit Company», sin importar el destino de los peones locales. Del mismo modo, una preocupación de la UFCO era impedir toda formación de sindicatos de trabajadores y reprimir violentamente toda protesta laboral, contando para esto con el decidido apoyo de las autoridades locales de cada país, dependientes del dinero aportado por la UFCO en tributos y sobornos. Durante el gobierno del primer presidente civil de Guatemala, licenciado Manuel Estrada Cabrera (1898-1920), la UFCO se convirtió en la principal fuerza económica de Guatemala, con grandes concesiones otorgadas por el gobierno ya que Estrada Cabrera tenía acciones en la compañía, y además le interesaba obtener el apoyo estadounidense para evitar un posible ataque de la flota británica (lo cual era muy posible debido a las deudas que dejara su antecesor, el general Reyna Barrios, tras el fracaso de la Exposición Centroamericana); en cuanto a la política exterior de los Estados Unidos para Centroamérica consistía en mantener gobiernos afines y los más pacíficos posible para facilitar la construcción del canal interoceánico que primero estuvo planificado para Nicaragua, luego en Colombia y por último en Panamá, tras la Separación de Panamá de Colombia; esta política económica norteamericana fue conocida como el «Gran Garrote de las Guerras bananeras de Teddy Roosevelt»  y sus operaciones contaron frecuentemente con el respaldo militar de los Marines de los Estados Unidos.

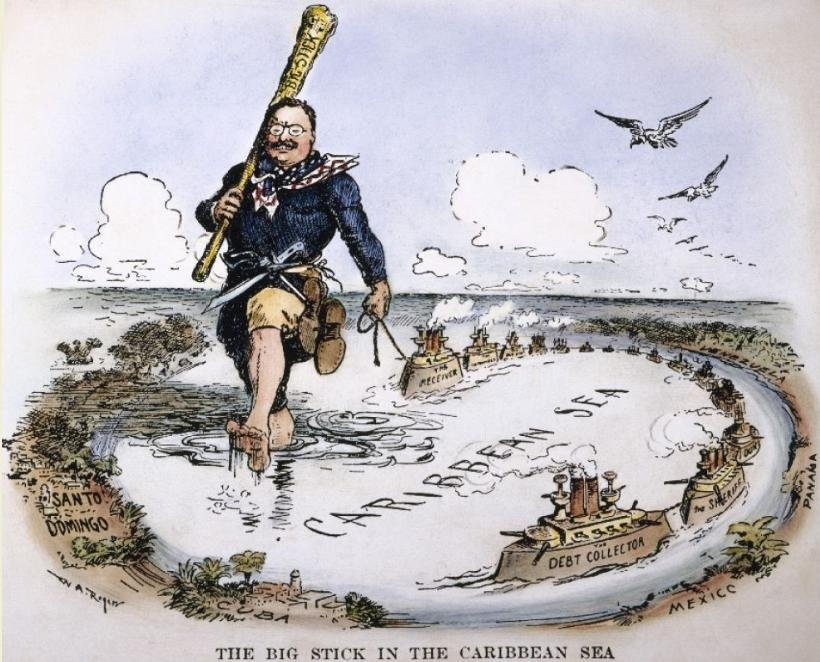
Caricatura de la política del «Gran Garrote» (del inglés «Big Stick») del gobierno del presidente estadounidense Theodore Roosevelt, que mantuvo a todos los países del Caribe bajo un dominio férreo a fin de que la construcción del Canal de Panamá ocurriera sin problemas.

Posiblemente, el oficial militar más activo de las guerras bananeras haya sido el Mayor General del Cuerpo de Marines de los Estados Unidos Smedley Butler, quien en 1935 escribió en su famoso libro «La guerra es un latrocinio»

«He servido durante 30 años y cuatro meses en las unidades más combativas de las Fuerzas Armadas estadounidenses: en la Infantería de Marina. Tengo la sensación de haber actuado durante todo ese tiempo de bandido altamente calificado al servicio de las grandes empresas de Wall Street y sus banqueros. En otras palabras, he sido un pandillero al servicio del capitalismo. De tal manera, en 1914 afirmé la seguridad de los intereses petroleros en México, Tampico en particular. Contribuí a transformar a Cuba en un país donde la gente del National City Bank podía birlar tranquilamente los beneficios. Participé en la "limpieza" de Nicaragua, de 1902 a 1912, por cuenta de la firma bancaria internacional Brown Brothers Harriman. En 1916, por cuenta de los grandes azucareros estadounidenses, aporté a la República Dominicana la "civilización". En 1923 "enderecé" los asuntos en Honduras en interés de las compañías fruteras estadounidenses. En 1927, en China, afiancé los intereses de la Standard Oil. Cuando miro hacia atrás considero que pude haber dado a Al Capone algunas sugerencias. Él, como gángster, operó en tres distritos de una ciudad. Yo, como Marine, operé en tres continentes.»

Gracias a las concesiones otorgadas a extranjeros, para 1901, la UFCO comenzó a volverse la fuerza principal en Guatemala, tanto política como económica. El gobierno se subordinaba a menudo a intereses de la compañía (una de las principales de Centroamérica). La UFCO llegó a controlar más del 40% de la tierra cultivable del país y de otros países centroamericanos, así como también las instalaciones de los puertos (especialmente Puerto Barrios). Se debe recordar que la política económica norteamericana en ese momento estaba dirigida hacia el Canal de Panamá: con el canal en construcción desde 1903, su principal fin era asegurarse de una atmósfera pacífica y estable en toda la región centroamericana sin intervención de potencias europeas. Por esta razón hubo un incremento en las operaciones de empresas norteamericanas en Centroamérica, entre los que se incluyó el crecimiento exponencial de las operaciones de la «United Fruit Company». Además, Estrada Cabrera también tenía otro motivo para acercarse a los Estados Unidos: el principal era que podía pedirle ayuda militar en caso de que Inglaterra enviara una flota militar para reclamar el pago de la deuda que Guatemala tenía con los bancos ingleses, y que se incrementó luego del gobierno de Barrios y, especialmente, tras el fracaso de la Exposición Centroamericana de 1897.
Otro de los países que intentó influir en la política de Guatemala durante el gobierno de Estrada Cabrera fue México, que estaba gobernado por el general Porfirio Díaz y que estaba preocupado por la creciente presencia norteamericana, la cual se había incrementado desde la guerra con España por Cuba en 1898 y luego con la ayuda militar durante la Separación de Panamá de Colombia que les permitió a los norteamericanos construir el Canal de Panamá. Díaz y el resto de presidentes de la región veían con preocupación como Estrada Cabrera se había plegado a los intereses norteamericanos
El monopolio de exportación de plátano y las necesidades de la UFCO de asegurarse un «ambiente favorable de negocios» motivaron a que esta empresa necesariamente se envolviera en la política doméstica de los países de América Central, apoyada por su condición de mayor empleador de la región con el impacto que esto generaba en la sociedad, imponiendo su influencia sobre los gobiernos de la zona para que éstos emitieran leyes favorables a las intereses y necesidades de la UFCO.
Asimismo, aunque los tributos que la UFCO pagaba eran muy bajos, constituían la mayor parte de los ingresos por exportación que percibían los gobiernos de América Central, que se mantenían así preocupados en mantener una relación "amistosa" con United Fruit Company. La participación de la UFCO en los monopolios de ferrocarriles y correos aumentaban el poder de la empresa, que con el control de estas dos indispensables vías de comunicación podía fácilmente presionar y amenazar a las autoridades locales o estatales que se mostrasen «poco colaboradoras» con la empresa.

### Estudio de la civilización maya

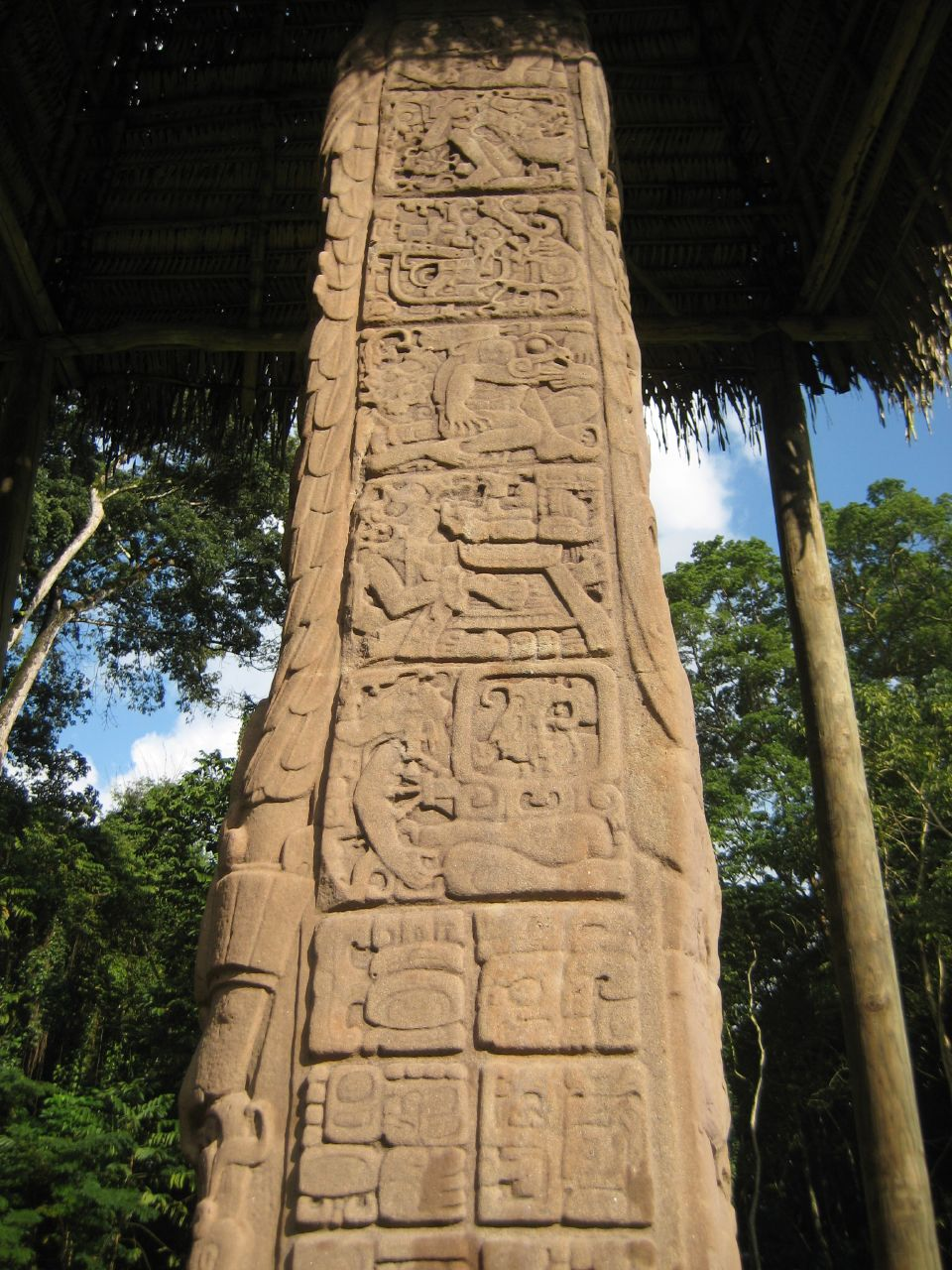
Una compleja figura jeroglífica en el lado oeste de la Estela D de Quiriguá

En 1910, la United Fruit Company recibió el sitio arqueológico de Quiriguá y toda la tierra en los alrededores para la producción de plátano por intermedio de una generosa concesión otorgada por el gobierno de Estrada Cabrera. La frutera reservó treinta hectáreas alrededor del centro ceremonial y las clasificó como parque arqueológico, dejando así una isla de selva entre las plantaciones. El trabajo arqueológico fue realizado de 1910 a 1914 por Edgar Lee Hewett y por el espía de la Oficina Naval de Inteligencia norteamericana y arqueólogo Sylvanus Morley de la Escuela de Arqueología Americana en Santa Fe, y réplicas de yeso de las estelas de Quiriguá hechas con los moldes de Hewitt fueron exhibidas en la Exposición Panamá-California de 1915 en San Diego, California. Finalmente, el Instituto Carnegie llevó a cabo varios proyectos en Quiriguá desde 1915.
En 1953, se publicó en dos volúmenes el estudio realizado por Richard Woodbury and Aubrey S. Trik sobre las ruinas de Zaculeu, en Huehuetenango, que fue patrocinado por la United Fruit Company. De acuerdo a la introducción del trabajo, este fue patrocinado por la frutera para «expresar su responsabilidad social y para mejorar el entendimiento entre ambas Américas». Los antropólogos que trabajaron en el proyecto manifestaron también su gratitud para con la UFCO por sus valiosas contribuciones al conocimiento de la arqueología mesoamericana.
El proyecto de Zaculeu se realizó por dos razones: para ampliar el conocimiento sobre la prehistoria de los Mayas y para incrementar el flujo de turistas a Guatemala. El sitio arqueológico se escogió por la facilidad de acceso al mismo y porque las ruinas se encontraban en un buen estado de conservación.

### International Railways of Central America

Mapa de los ramales ferroviarios en Guatemala y El Salvador, los cuales eran propiedad de la IRCA, la subsidiaria de la UFCO que controlaba el ferrocarril en ambos países, mientras el único puerto en el Atlántico era controlado por la Great White Fleet, marina mercante también propiedad de la UFCO.

En 1904, socios de Minor Keith, quien ya había construido algunas líneas férreas en Centroamérica, empezaron a ganar control de varios ramales de ferrocarril en Guatemala y en El Salvador, gracias a generosas concesiones de los presidentes de ambos países. En ese mismo año, se incorporó la compañía «International Railways of Central American (IRCA)» se incorporó en el estado estadounidense de Nueva Jersey, aun cuando los diferentes ramales ferroviarios continuaron funcionando independientemente.

#### Expansión
El reporte anual de actividades de 1912, describe la consolidación de los diferentes ramales: el ferrocarril guatemalteco asumió el control de los ramales «Central», «Occidental» y el «de Ocós» en 1912, cuando la fuerza laboral de las oficinas generales y de la estación y talleres de Zacapa y la ciudad de Guatemala se consolidaron en los edificios de la Compañía Ferroviaria Central en Guatemala; la unión de todo esto recibió el nombre de «International Railways of Central America» (IRCA). A partir de ese momento, los trenes de Guatemala se conocieron como:
- «Ferrocarril del Distrito del Atlántico»
- «Ferrocarril del Distrito del Pacífico»: los antiguos ferrocarriles «Central», «Occidental», «Panamericano» y «de Ocós»
- «Ferrocarril Panamericano» (en construcción por la «Compañía Ferrocarrilera Central»[13])

El reporte anual también registró la construcción de la línea entre La Unión y San Miguel en El Salvador y menciona que el director de la IRCA era William C. Van Horne, quien ya había ganado cierta reputación en el «Canadian Pacific Railroad».
Keith tenía la idea de construir un ferrocarril «panamericano» que atravesara todas las repúblicas centroamericanas, y que se conectara a México con Panamá y finalmente con la América del Sur. En estos momentos la construcción del Canal de Panamá estaba bastante avanzada, y los intereses norteamericanos en la región crecían. La IRCA impulsó la construcción de líneas férreas a lo largo de la costa del Pacífico, conectando con las líneas ya existentes, y proporcionando la conexión con México en Tecún Umán, en Guatemala. Los mapas de este período muestran que había proyectos para conectar la línea Central de Guatemala desde Santa María en Guatemala a Santa Ana en El Salvador, en donde se conectaría con las líneas férreas salvadoreñas; esta línea hubiera dado a El Salvador acceso directo a las líneas mexicanas, pero nunca se construyó. IRCA solo llegó a El Salvador por Zacapa, pero esta línea pasaba por muchas montañas y hacía impráctico cualquier intento de ferrocarril comercial con México.
La conexión entre Zacapa y San Salvador se completó hasta en 1929; conectaba a las líneas que la IRCA ya tenía en ambos países, llegando hasta La Unión, desde donde se podía pasar a Nicaragua por medio de un ferry en el Golfo de Fonseca. Por su parte, la ruta directa de El Salvador a Puerto Barrios en el Atlántico justificaba lo caro de la construcción entre las montañas. Con este ramal en El Salvador, la IRCA había creado un imperio de carriles con línea angosta que se extendía desde México hasta el Golfo de Fonseca, y desde el Atlántico hasta el Pacífico, un sistema de más de ochocientas millas de línea férrea. Incluso, en 1930, la «United Press» reportó que con este ramal ya concluido, la travesía en tren más larga sin transbordos en Norteamérica iba desde Hudson Bay en Canadá hasta La Unión en El Salvador, un viaje de poco más de cinco mil millas.

#### Recorrido Distrito del Atlántico
La División Guatemala (Distrito del Atlántico) de la IRCA con un total de 197 Millas y funcionó entre las estaciones Barrios y Guatemala hacia 1950:
- Barrios - Corozo - Laurel - Higgins - Manaca - Entre Ríos - Champona - Castañeda - Tenedores - Cayuga - Lagarto - Navajoa - Darmouth - Morales - Bananera - York - Virginia - Montufar - Cristina- Guacamayo - Quiriguá - Los Amates - Tipón - El Rico - Santa Inés - Carolina - Gallusser - Managuá - La Puerta - Iguana - Vainilla - Brafra - Gualán - El Alto - Los Robles - Choyoyó - Capulín - San Pablo - Pepesca - Los Manzanotes - Zacapa - Fragua - Mármol - Reforma - Cabañas - Tambor - Lo de China - Los Bordos - Jícaro - Malena - Rancho - Santa Rita - Calandria - Progreso - La Libertad - Cromo - Conacaste - Cruz - Lutecia - Barranquillo - Jalapa - Briceña - Sanarate - Cumbre - Carizo - Chile - Dolores - El Plantón - Cucajol - Joaquina - Los Encuentros - Agua Caliente - Joya - Fiscal - Cimarrón - Paraíso - Soto - Horizonte - Vuelta Grande - Cantera - Méndez - Menocal - Lavarreda - Novella - Ermita - Guatemala.

#### Recorrido Línea UFco
La División Guatemala (Distrito del Atlántico) de la IRCA comprendía la Línea UFCo. con un total de 24.2 Millas y funcionó entre las estaciones Bananera y Quiriguá Junction hacia 1950:
- Bananera - Salomón Creek - Oneida (Emp.) - Oneida (Camp) - Barranca (camp) - La Libertad (UFCo) - La Vigía - El Cedro - Patzún - Conchas - Chicksaw Camp - Chicksaw (Wye Empalme) - Chicksaw n.º 5 - Creek Commissary - "C" Line (Empalme) - El Pilar - San Blas - Yaqui - Aztec Wye (Empalme) - Aztec Commissary - La Junta (Empalme) - Maya Camp - Las Ruinas - El Empalme - Quiriguá Junction.
| Documental fílmico sobre un viaje en tren de vapor en Guatemala en 2006: \| Secciones \| Descripción \| \| --------- \| ------------------------------------ \| \| Parte 1 \| Salida de la Estación de «El Rancho» \| \| Parte 2 \| Entrada a la Ciudad de Guatemala \| |                                      |
| Secciones | Descripción                          |
| Parte 1 | Salida de la Estación de «El Rancho» |
| Parte 2 | Entrada a la Ciudad de Guatemala     |

#### La Gran Depresión
En 1933 la IRCA estaba en crisis: a pesar de que la línea era altamente rentable, la Gran Depresión hizo que de pronto la IRCA no pudiera obtener financiamiento para la extensión de sus ramales en El Salvador; se produjo una crisis de liquidez cuando no había suficiente efectivo para pagar sus deudas a corto plazo y la compaña iba derecho a la bancarrota. Además existía otro problema: la United Fruit Company llegó a un acuerdo con el gobierno de Jorge Ubico en Guatemala para que la UFCO construyera un moderno puerto en «Concepción del Mar» en la costa del Pacífico guatemalteco, a cambio de una gran concesión de tierras para la plantación de bananos en Tiquisate. Se esperaba que los bananos se transportaran vía marítima a través del Canal de Panamá y, por si no fuera poco, se esperaba que un puerto con nuevas instalaciones atrajera mucho del rentable negocio del transporte del café, azúcar y banano que la IRCA había hasta entonces transportado hacia Puerto Barrios. La situación no pintaba bien para la IRCA.
Pero la IRCA logró convencer a sus socios de la UFCO que el transporte transcontinental terrestre hasta Barrios era más eficiente que el transporte marítimo vía Canal de Panamá; con esto la IRCA se salvó del desastre: tuvo más tráfico hacia Barrios, saliendo ahora de Tiquisate. Adicionalmente, la UFCO no solo salvó al ferrocarril de la bancarrota, sino que adquirió nuevo equipo para este. El contrato con Ubico fue renegociado, eliminando la construcción del puerto (pero manteniendo la jugosa concesión). En 1936, la IRCA y la UFCO firmaron un acuerdo por medio del cual la «frutera» pagó 2,6 millones de dólares de las obligaciones financieras del ferrocarril a cambio de obtener una pagaré por 1,75 millones de dólares más 186.00 acciones de IRCA.

#### Declive
Después de esto, las cosas empezaron a decaer para el ferrocarril. El último año que IRCA reportó una ganancia fue en 1957. En 1959, la carretera al Atlántico desde la Ciudad de Guatemala hasta Puerto Barrios fue inaugurada, lo que dio como resultado que los camiones hicieran que el tren bajara sus precios, además de que perdió mucha clientela. Y en 1964, debido a un huracán y a enfermedades de los árboles, cerró su extensa operación en Tiquisate, dejando a IRCA sin el 10% de sus ganancias.

### Bluefields Steamship Company
En Nicaragua, la producción del banano de exportación inicialmente se desarrolló en la Costa Atlántica: la United Fruit Company se estableció en 1899 con su sucursal la «Bluefields Steamship Company» en las proximidades de Bluefields, pero en 1911 decidió retirarse de Nicaragua ya que su explotación de banano en la Costa Atlántica no resultó exitosa. La «Standard Fruit Co.» de Nueva Orleans entró en su lugar, pero terminó retirándose también por lo insalubre de la región.
En 1960, la UFCO regresó a invitación del Instituto Nicaragüense de Fomento Nacional (INFONAC) y esta vez se instaló en el litoral del Pacífico. Pero en 1965 esta compañía se retiró nuevamente aduciendo que «no disponía de tecnología adecuada, que la actividad no le era rentable y que Nicaragua proveía escasa asistencia técnica». Sin embargo, la verdadera razón de la salida de UFCO en 1965 fue que no llegó a un acuerdo con el gobierno sobre el precio del banano. El instituto demandaba un precio mayor por la producción exportada, lo cual no fue aceptado por la United Fruit Company. El INFONAC se hizo cargo de la comercialización y producción del banano, pero por su inexperiencia fracasó y decidió llamar nuevamente a la Standard Fruit para que se hiciera cargo de la producción bananera.

### Compañía Bananera de Costa Rica
Los ricos suelos aluviales de esta región de El Palmar Sur en Costa Rica facilitaron la agricultura histórica desde 1930. La UFCO había dominado esta región meridional con plantaciones de banano desde 1920 en Parrita y Quepos, y entró en Palmar Sur en la década de 1930 bajo el nombre de «Compañía Bananera de Costa Rica» en un esfuerzo por evitar la legislatura antimonopolio.

### Chiriquí Land Company
El «ferrocarril de Chiriquí» fue un antiguo ferrocarril que sirvió a la provincia de Chiriquí, Panamá durante gran parte del siglo xx. Tenía cuatro ramales que partían desde la estación principal ubicada en la ciudad de David, capital de la provincia hacia La Concepción. La suma de todas las líneas era de 81 kilómetros. El proyecto de un ferrocarril por la provincia fue gestado por el presidente Pablo Arosemena en 1911 para conectar la Ciudad de Panamá con David, con un ramal hacia la provincia de Los Santos, pero no se concretó por el excesivo presupuesto. Posteriormente, durante la presidencia de Belisario Porras a través de la ley 20 del 19 de febrero de 1913 se inician los estudios de factibilidad de un ferrocarril provincial bajo el contrato de la empresa estadounidense R.W. Heabard.
Las obras comenzaron el 23 de abril de 1914 y fue inaugurado por el presidente Porras el 22 de abril de 1916, con un presupuesto de 21 millones de dólares. En 1928, bajo la presidencia de Rodolfo Chiari, se extiende la ramal de La Concepción hasta el pueblo de Puerto Armuelles y se construye una estación. Posteriormente, la empresa Chiriqui Land Company, filial de la United Fruit Company, consiguió que el gobierno construyera más ramales que pudieran transportar sus cosechas de banano. El ferrocarril de Chiriquí llegó a ser el único medio de transporte de la provincia previa a la construcción de la carretera Panamericana, y comenzó a decaer tras la construcción de la carretera que conecta Puerto Armuelles con la carretera Panamericana en 1970.

### La Gran Flota Blanca (Great White Fleet)
El nombre de «Great White Fleet» se inició cuando en 1907 el presidente Theodore Roosevelt envió a varios buques de guerra a un viaje de buena voluntad en circunvalación por el mundo, tras la victoria en su guerra contra España en 1898; los buques estaban pintados de blanco y no de gris, como el resto de la Armada norteamericana. Luego, cuando la United Fruit Company empezó a pintar sus buques de blanco para mejorar las condiciones del banano que transportaban, se le empezó a conocer a su flota como la «Gran Flota Blanca». Tras la quiebra de la United Fruit Company y su reorganización en Chiquita Brands International la Flota Blanca pasó a formar parte de esta última y continúa transportando fruta y otros bienes desde los países latinoamericanos con el nombre de «Great White Fleet Liner Service, LTD».

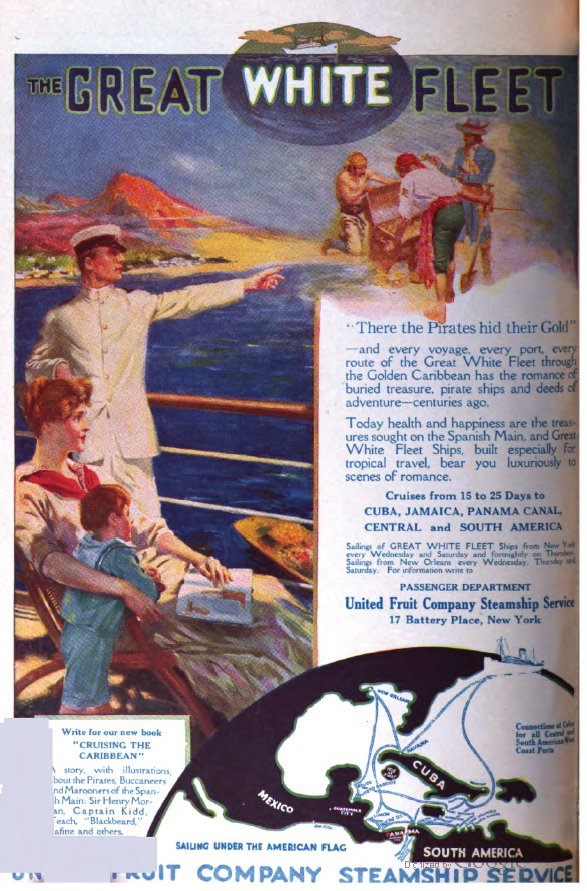
Anuncio publicitario de la Gran Flota Blanca de la UFCO en 1916.

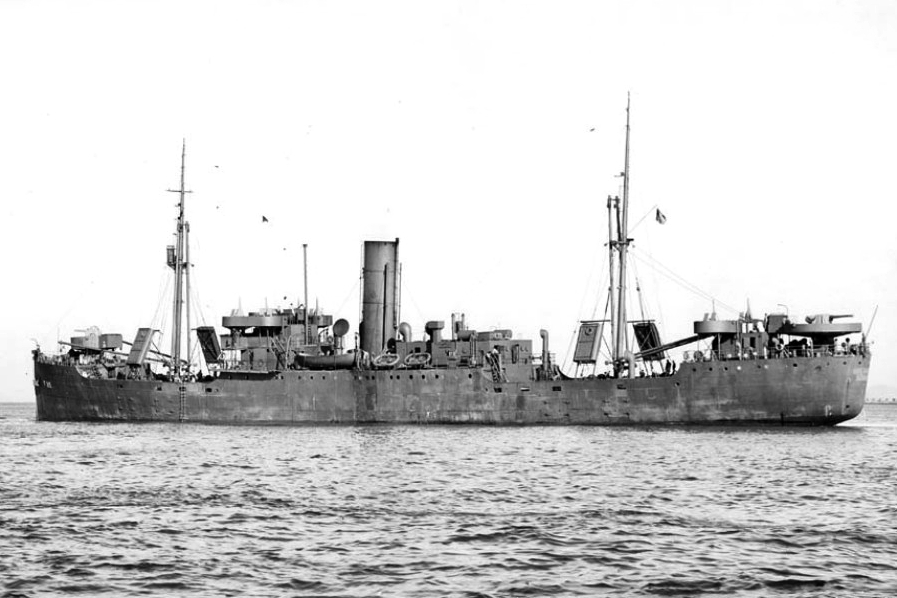
, Construido como «San Benito» en 1921, fue quizá el primer buque mercante turbo-eléctrico del mundo.

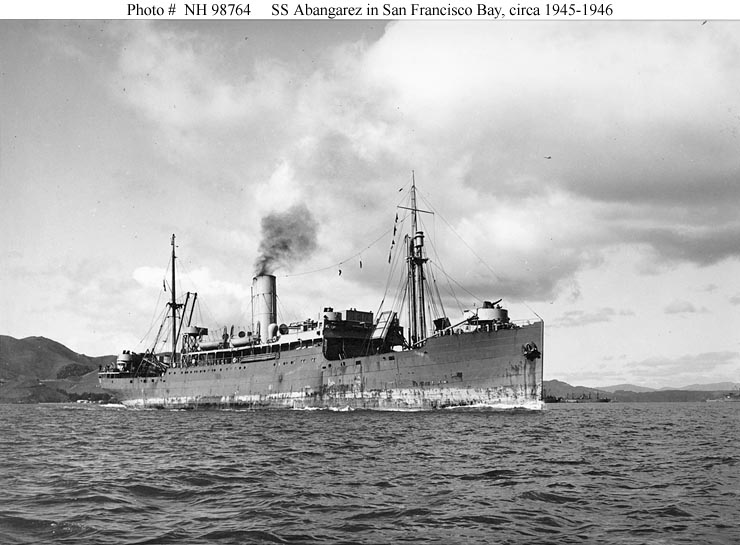
SS «Abangarez», 1945

| Buque              | Año de adquisición | Descripción |
| ------------------ | ------------------ | --- |
| «Admiral Dewey»    | 1899               | Buques mercantes de la Armada de los Estados Unidos que fueron decomosionados después de la Guerra contra España. Cada uno llevaba cincuenta y tres pasajeros y treinta y cinco mil racimos de banano. |
| «Admiral Schley»   | 1899               | Buques mercantes de la Armada de los Estados Unidos que fueron decomosionados después de la Guerra contra España. Cada uno llevaba cincuenta y tres pasajeros y treinta y cinco mil racimos de banano. |
| «Admiral Sampson»  | 1899               | Buques mercantes de la Armada de los Estados Unidos que fueron decomosionados después de la Guerra contra España. Cada uno llevaba cincuenta y tres pasajeros y treinta y cinco mil racimos de banano. |
| «Admiral Farragut» | 1899               | Buques mercantes de la Armada de los Estados Unidos que fueron decomosionados después de la Guerra contra España. Cada uno llevaba cincuenta y tres pasajeros y treinta y cinco mil racimos de banano. |
| «Venus«»           | 1903               | Primer buque mercante refrigerado de la UFCO. |
| «San Jose»         | 1904               | Primeros transportes bananeros construidos con las especificanos de la «frutera». El «San Jose» y el «Esparta» fueron hundidos por submarinos alemanes durante la Segunda Guerra Mundial.              |
| «Limon»            | 1904               | Primeros transportes bananeros construidos con las especificanos de la «frutera». El «San Jose» y el «Esparta» fueron hundidos por submarinos alemanes durante la Segunda Guerra Mundial.              |
| «Esparta»          | 1904               | Primeros transportes bananeros construidos con las especificanos de la «frutera». El «San Jose» y el «Esparta» fueron hundidos por submarinos alemanes durante la Segunda Guerra Mundial.              |
| «Atenas»           | 1909               | Transporte bananero, parte de un lote de trece buques de 5000 toneladas construido en Irlanda. |
| «Pastores»         | 1912               | Crucero de 7 241 toneladas. |
| «Calamares»        | 1913               | Transporte bananero de 7 622 toneladas |
| «Toloa»            | 1917               | Transporte bananero de 6494 toneladas |
| «Ulua»             | 1917               | Transporte bananero de 6494 toneladas |
| «San Benito»       | 1921               | Transporte bananero de 3724 toneladas |
| «Mayari»           | 1921               | Transporte bananero de 3724 toneladas |
| «Choluteca»        | 1921               | Transporte bananero de 3724 toneladas |
| «La Playa»         | 1923               | Transporte bananero |
| «La Marea»         | 1924               | Transporte bananero de 3689 toneladas diésel-eléctrico y luego se convirtió en el «Darien» de 4281 toneladas en 1929–31                                                                                |
| «Telda»            | 1927               | Transportes bananeros |
| «Iriona»           | 1927               | Transportes bananeros |
| «Castilla»         | 1927               | Transportes bananeros |
| «Tela»             | 1927               | Transportes bananeros |
| «Aztec»            | 1929               | Transporte bananero |
| «Platano»          | 1930               | Transportes bananeros turboeléctricos |
| «Musa»             | 1930               | Transportes bananeros turboeléctricos |
| «Jamaica»          | 1932               | Paquebote turbo-eléctrico de carga y pasajeros de 6 968 toneladas |
| «Chiriqui»         | 1932               | Paquebotes turbo-eléctrico de carga y pasajeros de 6 963 toneladas |
| «Talamanca»        | 1932               | Paquebotes turbo-eléctrico de carga y pasajeros de 6 963 toneladas |
| «Veraqua»          | 1932               | Paquebotes turbo-eléctrico de carga y pasajeros de 6 982 toneladas |
| «Quiriqua»         | 1932               | Paquebotes turbo-eléctrico de carga y pasajeros de 6 982 toneladas |
| «Antigua»          | 1932               | Paquebote turbo-eléctrico de carga y pasajeros que se utilizaba para cruceros de dos semanas a Cuba, Jamaica, Colombia, Honduras y el Canal de Panamá.                                                 |
| «Oratava»          | 1936               | Buque mercante para transporte de banano |
| «Comayagua»        | 1946               | Buques mercantes para transporte de banano |
| «Junior»           | 1946               | Buques mercantes para transporte de banano |
| «Metapan»          | 1946               | Buques mercantes para transporte de banano |
| «Yaque»            | 1946               | Buques mercantes para transporte de banano |
| «Fra Berlanga»     | 1946               | Buques mercantes para transporte de banano |
| «Manaqui»          | 1946               | Buque mercante para transporte de azúcar |

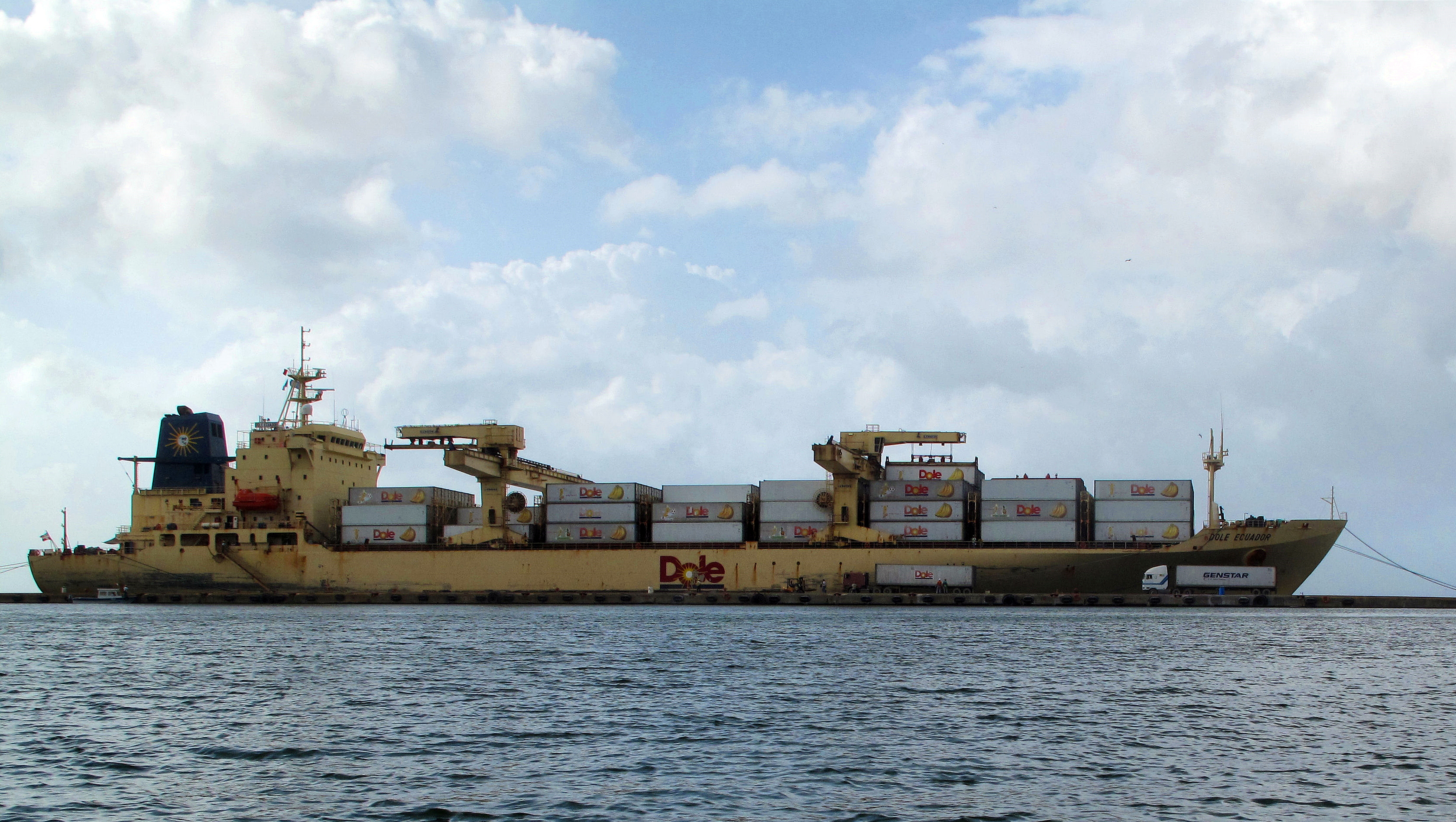
Buque mercante frutero de la compañía «Dole», la cual compite en la actualidad con la «Gran Flota Blanca».

La Gran Flota Blanca existe en la actualidad. Es manejada por Chiquita Brands International, pero ya no tiene el monopolio del que una vez disfrutó: ahora compite con otras navieras por el transporte de las frutas desde los destinos de Iberoamérica.

## Abusos de la UFCO en Hispanoamérica

### Introducción literaria
El modus operandi de la UFCO fue expuesto en la siguiente conversación, que aparece en la obra de teatro El tren amarillo, del autor guatemalteco —y exministro de Educación y embajador de los gobiernos revolucionarios de Juan José Arévalo y Jacobo Arbenz Guzmán— Manuel Galich. En esta escena, Mr. Whip es el gerente de la UFCO en un país latinoamericano, Mr. Bomb es el presidente de la casa matriz en Nueva Orleans y Bracamoente es un personaje modelado en base al general guatemalteco José María Orellana:
| MR. WHIP — Todos los rivales aplastados. Es nuestra, exclusivamente nuestra esa riqueza inagotable. Solos, solos en el Caribe fecundo. Las rutas abiertas a nuestro avance, hacia el infinito. Gracias a nuestros ferrocarriles. MR. BOMB — Mejor dicho a nuestras finanzas, Mr. Whip. MR. WHIP — Buenas tardes, Mr. Bomb. MR. BOMB — Las finanzas son una suerte de magia extraordinaria. Un montón de papeles viejos se transforman en millones de dólares. He aquí cómo. Este montón de papeles son los bonos de una vieja deuda del Gobierno, la cual no ha pagado ni el principal, ni los intereses. Naturalmente no valen nada y por nada los hemos comprado nosotros, los tenedores. Proponemos una ventajosa operación al Gobierno, que éste acepta razonablemente: consolidar de la deuda. Gran beneficio para el deudor y bonos nuevos para nosotros. Como financiadores de la consolidación cobramos los gastos de ésta. Y como tenedores de los nuevos bonos cobramos dos años anticipados de intereses. ¿Cómo? Con los propios bonos de la nueva emisión. Honorable, lícito y ventajoso para el gobierno. Intereses posteriores se garantizarán, por ejemplo pignorándose los ingresos de las Aduanas. Ahora bien, a cambio del inapreciable servicio de la consolidación, el Gobierno autoriza la constitución de una Compañía, que concluya el ferrocarril. Las acciones de esa Compañía se distribuyen en tres partes. Una, para los contratistas del ferrocarril, que somos nosotros, por su trabajo. Otra para los tenedores de la antigua deuda, por los intereses que se les adeudaban, que también somos nosotros. Y otra parte para el Gobierno por haber construido casi todo el ferrocarril. A cada uno lo suyo. ¡Somos acreedores de la deuda y dueños del sesentiséis por ciento de las acciones del ferrocarril! ¡Se nos ha traspasado el ferrocarril, sin reclamo, ni gravamen alguno! Eso comprende el muelle, las propiedades, el material rodante, los edificios, las líneas telegráficas, los terrenos, las estaciones, los tanques y los hombres. Miles de hombres para hace rodar el ferrocarril. Exenciones de impuestos de importación de cuanto necesitamos para el ferrocarril. A los noventinueve años lo devolveremos. Pero no gratis. Ya habrá transportado millones de toneladas de banano, lo que se traduce en miles de millones de dólares para la Compañía. He aquí lo que importa un montón de papeles viejos de una vieja deuda externa. Y además, una página en la historia para el Gobierno que consolidó la deuda pública y construyó el ferrocarril para felicidad de la Nación. ¿Ha visto? MR. WHIP — ¡Es admirable! MR. BOMB — Le corresponde a usted el otro frente. Diríamos el administrativo, por llamarlo de algún modo. Y lo hace muy bien. Me felicito, míster, de haberlo descubierto hace diez años. Su conocimiento de estas tierras y de los hábitos del país han sido una valiosa contribución al éxito. Por eso es usted un alto funcionario y un fuerte accionista. MR. WHIP — ¡Asombroso, Mr. Bomb! MR. BOMB — Pero todo eso hay que conservarlo y engrandecerlo, Mr. Whip. El Pacífico nos espera. ¿Qué hace falta? MR. WHIP — Que no haya ni una voz en contra. Ni un diputado, ni un diario, nada. MR. BOMB — Instaure un gobierno más enérgico. Usted tiene al hombre. MR. WHIP — ¿Quién? MR. BOMB — Ese que da órdenes por teléfono. MR. WHIP — ¿Bracamonte? Imposible. Es analfabeto. MR. BOMB — En un país de analfabetos, el Presidente debe ser un analfabeto. Inobjetablemente democrático. MR. WHIP — ¿Y la opinión internacional? MR. BOMB — ¿La opinión internacional? ¡Qué cosas se le ocurren! Usted necesita unas vacaciones, Mr. Whip. No le hace bien a la mollera el sol del trópico. ¿Ignora usted que nuestras cadenas de diarios son tan poderosamente mágicas como las finanzas? Bracamonte analfabeto se convierte en Bracamonte patriota ilustre. ¡Es un truco de aficionados, Mr. Whip! Póngale en las manos la bandera del Partido Liberal. MR. WHIP — Es el que está en el poder. MR. BOMB — Entonces póngale la del Conservador. Siempre habrá una razón democrática. Adelante, Mr. Whip. Usted es el dueño del futuro. El frente de las finanzas y el de las noticias están en nuestras manos. Haga usted lo suyo, míster Whip. MR. WHIP — OK. (Hablándole a Bracamonte.) Coronel, ¿le gustaría ser Presidente? —Manuel Galich El tren amarillo, drama del Caribe en tres actos Buenos Aires, 8 de agosto de 1954 |

### Argentina
En 1948 el embajador estadounidense en Argentina, Spruille Braden, conocido por su intervención durante las elecciones argentinas de 1946 —donde requirió públicamente a los votantes argentinos a no votar por Juan Domingo Perón—, percibió un sueldo para cabildear en nombre de la compañía en América Central.

### Colombia

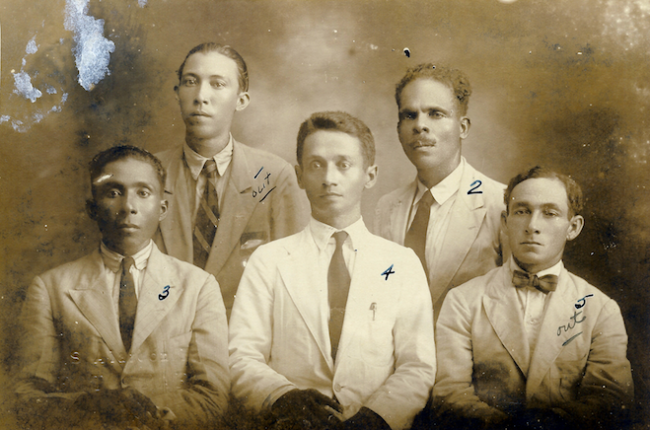
Líderes de la huelga de los trabajadores en las plantaciones bananeras colombianas en 1928. De izquierda a derecha: Pedro M. del Río, Bernardino Guerrero, Raúl Eduardo Mahecha, Nicanor Serrano y Erasmo Coronel.

En Colombia en 1928, donde ante las protestas de los trabajadores agrícolas demandando mejoras laborales en la ciudad de Ciénaga, la «United Fruit Company» logró que el Ejército Nacional de Colombia reprimiesen la manifestación con disparos, asesinando cerca de mil ochocientos trabajadores colombianos. Es lo que se conoce como la «Masacre de las Bananeras», denunciada en el Congreso colombiano por Jorge Eliécer Gaitán e inmortalizada por Gabriel García Márquez en el momento cúspide de su famosa novela Cien Años de Soledad; quien ostentaba en ese sangriento suceso la presidencia de Colombia era el político conservador Miguel Abadía Méndez. Así también, la primera novela del escritor Álvaro Cepeda Samudio, La Casa Grande, se centra en este evento, ya que el propio autor vivía en las cercanías de donde ocurrió el suceso.
El general Cortés Vargas, quien dio la orden de disparar, se defendió posteriormente aduciendo que dio la orden porque le habían informado que había barcos de la Marina estadounidense listos para desembarcar en las costas colombianas para defender al personal estadounidense y los intereses de la United Fruit Company. Vargas habría dado la orden para evitar que los Estados Unidos invadieran Colombia. Esta postura fue fuertemente criticada por el Senado, especialmente por Jorge Eliécer Gaitán, quien argumentó que las mismas balas que mataron a los trabajadores desarmados se podrían haber utilizado contra el enemigo invasor.[cita requerida]
La embajada de los Estados Unidos en Bogotá envió los siguientes comunicados al Departamento de Estado de su país:
| Fecha                   | Información |
| ----------------------- | --- |
| 5 de diciembre de 1928  | «He estado siguiendo la huelga frutera de Santa Marta por intermedio de los representantes de la United Fruit Company aquí; además, por intermedio del Presidente de la Federación de Trabajadores Agrícolas de quien el sábado me dijo que el gobierno enviaría tropas adicionales y arrestaría a todos los líderes de la huelga y los transportaría a la prisión en Cartagena; que el gobierno prestaría protección adecuada a los intereses estadounidenses involucrados.»           |
| 7 de diciembre de 1928  | «La situación en las afueras de la ciudad de Santa Marta es muy seria sin lugar a dudas: las zonas de las afueras están en franca revuelta; los militares, que tienen órdenes de "no reparar en gasto de municiones", ya han asesinado y herido a cerca de cincuenta obreros en huelga. El gobierno esta hablando ahora de una ofensiva general contra los huelgueros tan pronto como los buques de guerra que se encuentra ahora en camino arriben a principios de la semana próxima». |
| 29 de diciembre de 1928 | «Tengo el honor de reportar que el consejero legal de la United Fruit Company aquí en Bogotá dijo ayer que el número total de obreros en huelga muertos por las autoridades del ejército colombiano durante los disturbios recientes ascendió a quinientos o seiscientos; mientras que el número de soldados muerte fue uno». |
| 16 de enero de 1929     | «Tengo el honor de reportar que el representante de la United Fruit Company en Bogotá me dijo ayer que el número total de obreros en huelga muertos por el ejército colombiano superó el millar». |

### Costa Rica

#### Muerte de Antonio Saldaña en 1910
Antonio Saldaña fue un cacique bribri y último rey de Talamanca en Costa Rica. Se opuso a la operación de la frutera en sus tierras. Murió envenenado en 1910, y varias versiones apuntan a que murió por instrucciones de los personeros de la UFCO.

#### Huelga bananera de 1934
Esta huelga ocurrió en el Puerto González Víquez, siendo uno de sus líderes el escritor comunista costarricense Carlos Luis Fallas. El poeta chileno Pablo Neruda, premio Nobel de Literatura, contribuyó a la divulgación de la obra Mamita Yunai del costarricense Carlos Luis Fallas y a la fama de la misma al dedicar un poema a «Calero, trabajador del banano», uno de los personajes de Mamita Yunai, en su Canto general.
| «No te conozco. En las páginas de Fallas leí tu vida, gigante oscuro, niño golpeado, harapiento y errante. De aquellas páginas vuelan tu risa y las canciones, entre los bananeros, en el barro sombrío, la lluvia y el sudor. ¡Qué vida la de los nuestros, qué alegrías segadas, qué fuerzas destruidas por la comida innoble, qué cantos derribados por la vivienda rota, qué poderes del hombre deshechos por el hombre! Pero cambiaremos la tierra. No irá tu sombra alegre de charco en charco hacia la muerte desnuda. Cambiaremos, uniendo tu mano con la mía, la noche que te cubre con su bóveda verde. (Las manos de los muertos que cayeron con estas y otras manos que construyen están selladas, como las alturas andinas con la profundidad de su hierro enterrado.) Cambiaremos la vida para que tu linaje sobreviva y construya su luz organizada». —Tomado de: Neruda, P., Canto general, poema XV del canto octavo «La tierra se llama Juan: Calero, trabajador del banano» (Costa Rica, 1940) |

### Cuba
En Cuba la UFCO era una de las compañías estadounidenses que controlaban la producción de azúcar y que fueron expulsadas en 1959, tras el triunfo de la revolución cubana. Un año más tarde, el 1 de enero de 1960, el gobierno socialista cubano nacionalizó todas las posesiones de la frutera sin derecho a compensación. Ante ello la UFCO ofreció algunos de sus barcos a los exiliados cubanos que intentaron derrocar a Fidel Castro en la fallida Invasión de Bahía de Cochinos de 1961, pero la oferta no fue aceptada por el gobierno de Kennedy.

### Guatemala

#### Concesiones a cambio de financiamiento
En 1904, como parte de la política del gobierno de Theodore Roosevelt para lograr un ambiente pacífico en la región centroamericana durante la construcción del Canal de Panamá, las empresas norteamericanas empezaron a buscar negocios con los países centroamericanos. Una de ellas fue la United Fruit Company, la cual consiguió grandes concesiones del gobierno del licenciado Manuel Estrada Cabrera a cambio de financiamiento para su gobierno.

#### Conato de huelgas en Izabal

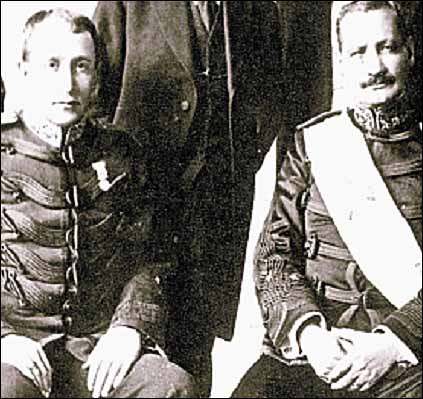
Presidente guatemalteco, general José María Orellana y su ministro de Guerra. general Jorge Ubico Castañeda. Fotografía de 1922.

A mediados de 1924, los portuarios de Puerto Barrios, claves para la exportación de banano y para las importaciones a Guatemala, demandaron la jornada de 8 horas y aumento de sus salarios. La UFCO se negó a aceptar y no cedió; los trabajadores entonces se fueron a la huelga, a la cual se solidarizaron todos los trabajadores de las fincas de la frutera. La UFCO pidió ayuda al gobierno del general José María Orellana que actuó con rapidez: tropas fueron enviadas a imponer el orden en Barrios; el choque fue brutal, saldándose con muerte y heridos entre los obreros. La huelga tardó veintisiete días, pero la represión logró acabarla: veintidós dirigentes fueron encarcelados y luego expatriados.
A finales de 1924, los trabajadores de la «International Railways of Central America» (IRCA) demandaron la reducción de horas de trabajo, el aumento de salario y el respeto para su organización «Sociedad Ferrocarrilera». Una vez más, la «frutera» (propietaria de la IRCA) se negó rotundamente a aceptar estas demandas y movilizó al gobierno de Orellana para reprimir violentamente la huelga de cinco mil trabajadores.

#### Intento de soborno al presidente Arévalo

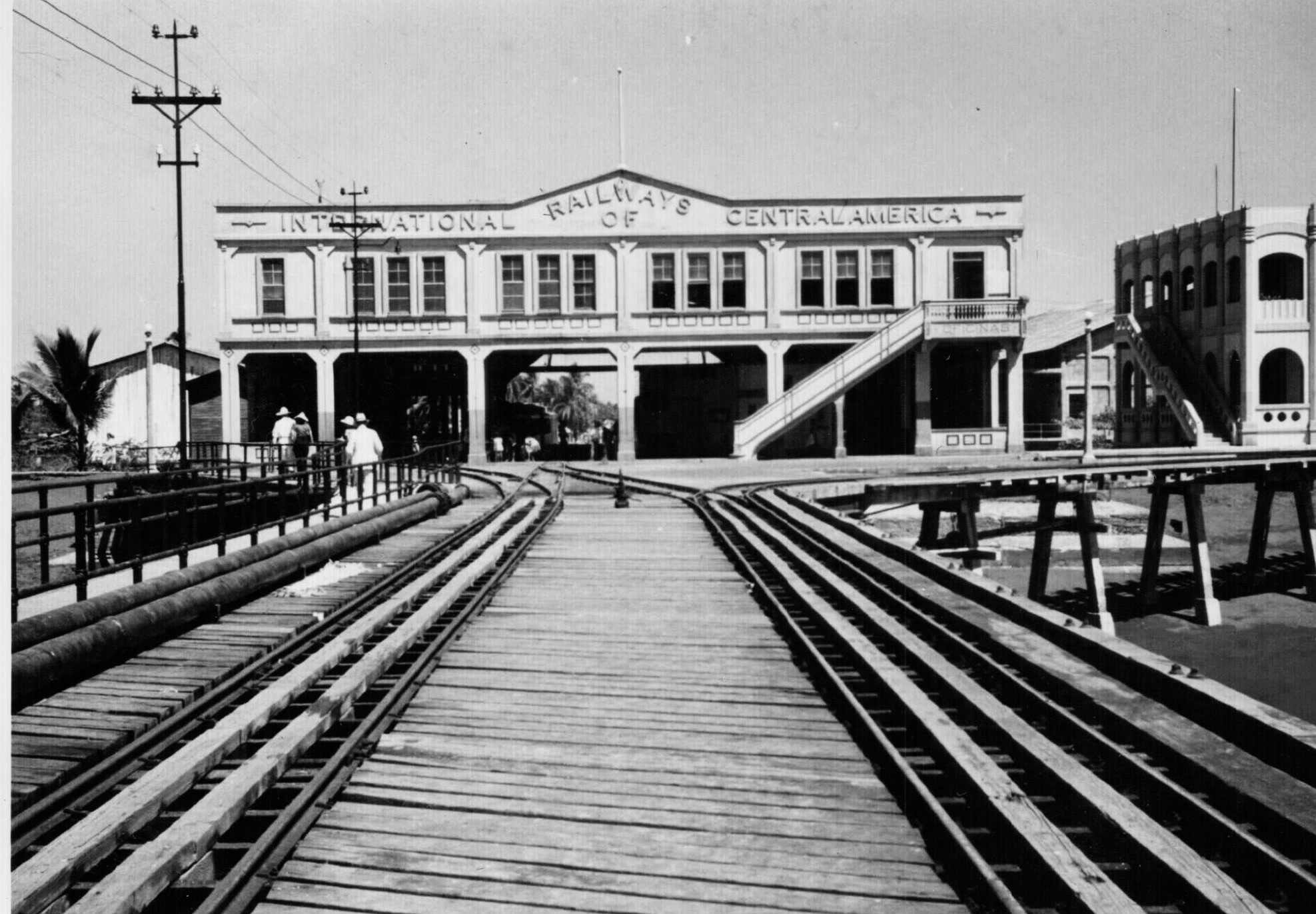
Terminal de la IRCA y de la Great White Fleet en el Puerto de San José, Escuintla en la década de 1940.

El 17 de noviembre de 1948, arribó a Guatemala el nuevo embajador de Estados Unidos, Richard Patterson. Los enemigos políticos de Arévalo esperaban al nuevo embajador para salvar a la nación, amenazada por los comunistas que presuntamente su gobierno toleraba y hasta protegía. Patterson era un hombre enérgico, que no reía ni sonreía fácilmente y era copropietario de una fábrica de plumas fuente. Su designación de embajador había sido solicitada por la United Fruit Company, para que se modificara el Código de Trabajo aprobado por el gobierno arevalista, ya que este afectaba los intereses de la frutera.
Un embajador de un país de América del Sur, que residía en Honduras, le dijo al presidente Arévalo que tenía información confiable según la cual la misión de Patterson era derrocarlo. Arévalo entonces le dijo a su Ministro de Relaciones Exteriores, Enrique Muñoz Meany, que no atendería al nuevo embajador en la oficina presidencial porque quería evitar expulsarlo de esa oficina. Prefirió, entonces, atenderlo, la primera vez, para que presentara sus cartas credenciales, en el Salón de Recepciones, y las veces siguientes, en el Salón de Banquetes, ambos en el Palacio Nacional. El primer encuentro entre ambos ocurrió el 18 de noviembre, para la presentación de cartas credenciales; Patterson no hablaba castellano, y Arévalo no quiso hablarle en inglés. Transcurridos ocho días, Patterson solicitó la primera entrevista, en la cual le informó al presidente que la United Fruit Company se oponía a que el Código de Trabajo se aplicara a los ciudadanos de Estados Unidos que trabajaban en la empresa y que dicha ley debía reformarse, para excluir a esos ciudadanos. Patterson le dijo a un traductor de Puerto Rico, contratado por él: «Dígale al Señor Presidente que yo soy hombre de negocios y que hablo poco», a lo que Arévalo respondió: «Por favor, dígale usted al Señor Embajador que yo soy político y que hablo mucho».
Una semana después, el embajador solicitó una segunda entrevista; en esta ocasión Patterson le dijo al traductor: «Dígale al Señor Presidente que estoy estudiando español. Así pronto hablaremos sin intermediario», a lo que Arévalo respondió: «Dígale al Señor Embajador que no se tome esas fatigas. Yo tengo cuarenta años de estar estudiando el idioma, y todavía no lo domino.» Patterson no se percató de la ironía presidencial. Las entrevistas continuaron. Al fin, Arévalo optó por atenderlo en la oficina presidencial, pero con un traductor elegido por el presidente. En la sexta o en la séptima entrevista, el embajador le dijo al traductor: «Dígale al Señor Presidente que vengo a ofrecerle un viaje a Estados Unidos, con el recorrido que él desee y durante el tiempo que le parezca; que mi gobierno no otorga condecoraciones pero que el Presidente Arévalo será condecorado en Washington; que será recibido espléndidamente y que, además, le daremos lo que él pida; pero que cambie de política»; Arévalo respondió: «Dile al Señor Embajador que mi esposa y yo hemos estado muy preocupados, en días pasados, por la noticia de que la señora de Patterson padecía un ataque de gripe, y que nos gustaría saber que ya está fuera de peligro». La respuesta ya no era irónica; era una franca manera de decirle al embajador estadounidense que su propuesta era denegada. El embajador se quedó atónito y sólo pudo preguntar: «¿Usted le comunicó al presidente mi mensaje?», quien respondió: «Sí, Señor Embajador». Arévalo comentó en sus memorias: «La batalla estaba ganada. Guatemala se había salvado de un vil negocio, de esos viles negocios que suelen producirse en el escritorio presidencial».
Patterson, sin embargo, era obstinado, y sin pedir previamente audiencia, solicitó hablar con el presidente una vez más. Esta vez el traductor fue Raúl Osegueda, Secretario Privado de la Presidencia. El embajador dijo: «Infórmele al Señor Presidente que estaré ocho días en Washington. Dígale que me han dicho que a él le gustan las mujeres; que quiero traerle una pero deseo saber si la prefiere rubia o de pelo negro». Arévalo menciona en sus memorias: «Yo nunca había escuchado de un diplomático semejante ofrecimiento de servicios celestinos que solamente se justifican en un plano de íntima amistad. Me dio una profunda pena pensar que este hombre representaba a la nación que acababa de ganar una guerra mundial. Con no poco desprecio brindé la respuesta, ya sin ironía». La respuesta del presidente, comunicada por el traductor, fue ésta: «Efectivamente, me gustan las mujeres; pero que suelo buscármelas yo mismo».
El embajador estadounidense se convenció de que era demasiado difícil someter a Arévalo, y optó, entonces, por un recurso que resultó tan inútil como lo habían sido ya todos sus intentos hasta el momento: conspirar para derrocarlo.

#### Conflicto laboral de 1951
Al poco tiempo de iniciar el gobierno del coronel Jacobo Árbenz Guzmán, el 15 de marzo de 1951, se inició un conflicto laboral entre la UFCO y sus trabajadores por la renovación de los contratos laborales. Esta situación se mantuvo hasta marzo de 1952, y la compañía demostró que no había perdido nada de su arrogancia ni de su intransigencia, pues despidió a más de tres mil quinientos trabajadores y no quiso aceptar la mediación del gobierno arbencista; al final, los trabajadores cedieron y aceptaron las condiciones que ofrecía la frutera.

#### Golpe de Estado de 1954
Anexo: Golpe de Estado de Guatemala de 1954

### Honduras

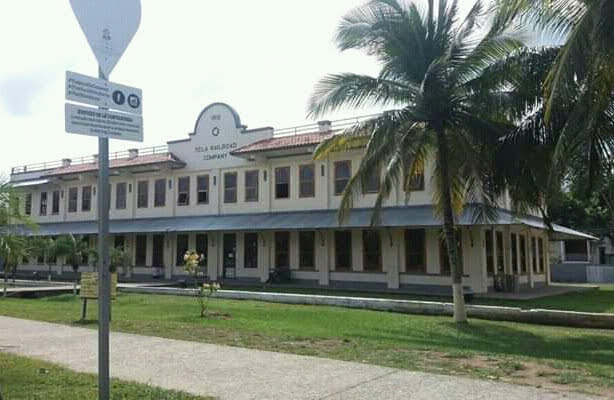
Edificio de la estación ferrocarril central de Tela construido en 1915 por Tela railroad company.

En Honduras, los gobiernos de facto que se sucedieron en ese país centroamericano le hicieron setenta y un concesiones a empresas extranjeras, entre ellas algunas para la United Fruit Company. También era propietaria de la «Tela Railroad Company», con la que obtuvo dos concesiones más.
En Honduras, la Tela Railroad Company es conocida simplemente como «La Compañía», que sigue operando con la empresa transnacional Chiquita Brands International; y obtuvo su nombre porque sus oficinas centrales estaban en el poblado costero de Tela en donde se estableció en 1912. Durante la época que operó la compañía ferrocarrilera y bananera, la pequeña población tuvo mucho esplendor.
El 23 de octubre de 1979, los obreros afiliados al Sindicatos de la Tela Railroad Company (SITRATERCO) declaran una huelga general en al Tela Railroad Company, exigiendo un aumento de salarios. La huelga finalizaría el 26 de octubre, siendo un triunfo para el sindicato. En marzo de 1980, la SITRATERCO se declara nuevamente en huelga, exigiendo un aumento salarial del 80% en las planillas de pago. Esta segunda huelga representaría un nuevo triunfo para el sindicato frente a la empresa, otorgándoseles un 66% de aumento salarial, derecho a 24 días de vacaciones pagadas al año y un subsidio al sindicato de 900 mil lempiras para la construcción de viviendas a los empleados.

### Nicaragua
En 1970 un comando terrorista liderado por el Frente Sandinista de Liberación Nacional en Nicaragua secuestró un avión comercial en el Aeropuerto Internacional Juan Santamaría en Costa Rica, el cual fue llevado a Cuba para esperar allí que fuese pagado el rescate por liberar a un grupo de ejecutivos de la UFCO.[cita requerida]

## Declive y quiebra de la UFCO
En 1969 fue comprada por Zapata Corporation, empresa de propiedad del magnate estadounidense Eli M. Black y luego relacionada con George H. W. Bush, formando así una nueva empresa denominada United Brands Company. La empresa sufrió serias pérdidas por la mala administración de Black, quien creía que la UFCO poseía más liquidez de la realmente existente. Si bien United Brands dejó así atrás un nombre asociado con una larga historia de manipulaciones sociales y políticas, para los trabajadores jornaleros en los campos, las condiciones de trabajo se mantuvieron iguales: trabajo por temporadas que requiere excesivo esfuerzo físico y en el que estaban expuestos a químicos tóxicos que se utilizaban para fertilizar y fumigar las plantaciones.
Eli M. Black se suicidó en Nueva York en 1975 al considerar inviable restaurar las ganancias de la empresa a sus niveles pasados de las décadas de 1950-1970. Poco antes la prensa estadounidense había acusado a la UFCO de pagar sobornos al gobierno de Honduras, presidido por el general Oswaldo López Arellano, a cambio que este aboliera ciertas leyes tributarias que elevaban los impuestos a la empresa.

## Chiquita Brands International

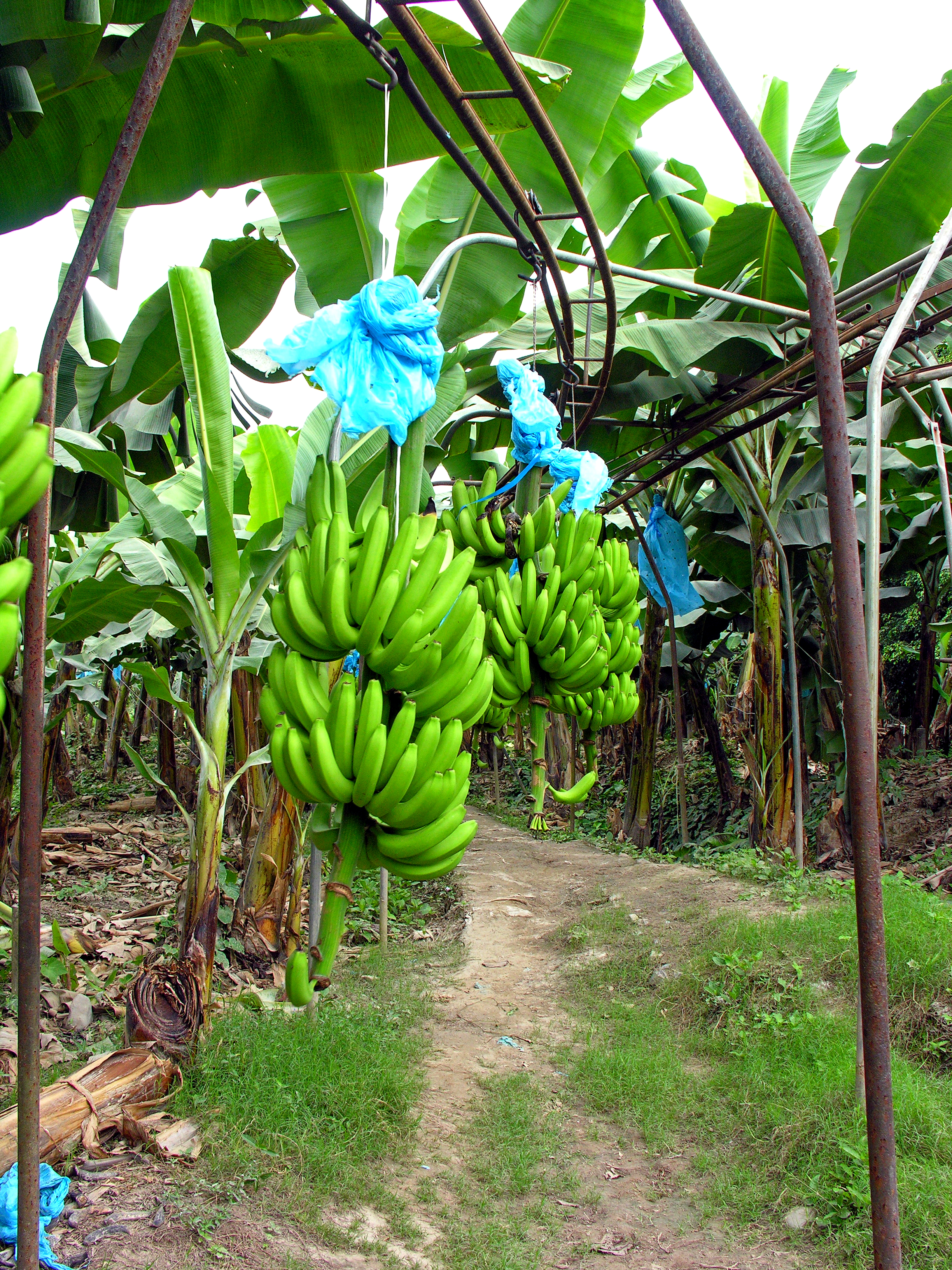
Plantación bananera en Guatemala en 2004. Obsérvese que el transporte de los racimos ya no se hace con personas sino mediante un transportador mecánico.

En 1975, la empresa American Financial Group, del millonario Carl Lindner Jr., compró las acciones de United Brands Company y cambió el nombre de la empresa a Chiquita Brands International y hasta el día de hoy opera bajo este nombre, aunque la diversificación de las importaciones de frutas a EE. UU. causaron que la empresa perdiera gran parte de su cuota de consumidores en la década de 1970, con su consiguiente pérdida de rentabilidad e influencia en América Central. La participación de nuevas empresas en el comercio internacional de las frutas tropicales, así como la apertura del mercado estadounidense de frutas a otros países ajenos a América Central causaron que Chiquita Brands perdiera paulatinamente la influencia política y económica que la UFCO ostentaba hasta mediados del siglo xx, manteniendo sus actividades comerciales en un nivel mucho más reducido.
En 2007 Chiquita Brands enfrentó un juicio en Estados Unidos por haber financiado grupos de "autodefensa paramilitar" en Colombia que fueron responsables de la masacre de sindicalistas y campesinos; la compañía tuvo que pagar una multa a las autoridades de su país pero ahora las autoridades colombianas buscan cooperación de Estados Unidos para que extraditen a los funcionarios responsables de estos delitos y sean juzgados en el país.
A pesar del fin de la UFCO, el papel desempeñado por el capital y la iniciativa extranjera en el desarrollo de la actividad exportadora de banano en América Central ha sido importante. Tanto la producción como la exportación de la fruta ha sido del control exclusivo de las empresas transnacionales que siguen dominando el mercado mundial de banano: por ejemplo, las importaciones de banano de los EE. UU. muestran que un 72.4 % de la fruta es comercializada por 3 compañías: «Standard Fruit Co.», «United Brands Co.» y «Del Monte Corp», mientras que en Japón, esas mismas compañías tienen un 80.9 % del mercado.

## En la literatura

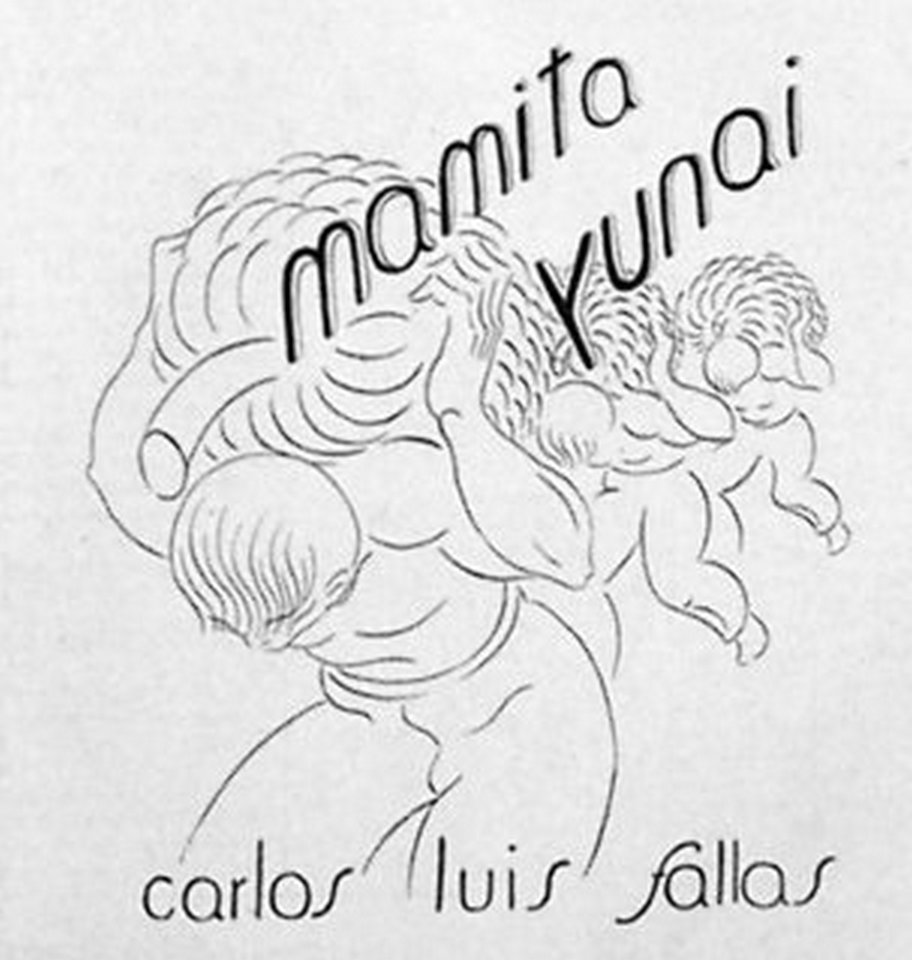
Dibujo publicitario de la novela «Mamita Yunai» de Carlos Luis Fallas en el semanario comunista Trabajo, 1941

Varios renombrados escritores latinoamericanos escribieron sobre la experiencia de sus países de origen con la frutera:
| Autor                    | País       | Obra | Premios                                           |
| ------------------------ | ---------- | --- | ------------------------------------------------- |
| Miguel Ángel Asturias    | Guatemala  | Week-end en Guatemala (1956)                                                                            | Premio Nobel de Literatura                        |
| Miguel Ángel Asturias    | Guatemala  | Trilogía bananera: 1. Viento Fuerte (1950) 2. El papa verde (1954) 3. Los Ojos de los Enterrados (1960) | Premio Nobel de Literatura                        |
| Manuel Galich            | Guatemala  | El Tren Amarillo (1950)                                                                                 | Premio Ollantay de Bogotá                         |
| Carlos Luis Fallas       | Costa Rica | Mamita Yunai (1941)                                                                                     |                                                   |
| Anacristina Rossi        | Costa Rica | Limón Blues (2002)                                                                                      |                                                   |
| Joaquín Gutiérrez Mangel | Costa Rica | Puerto Limón (1950)                                                                                     | Premio Nacional de Cultura Magón                  |
| Álvaro Cepeda Samudio    | Colombia   | La casa grande (1962)                                                                                   |                                                   |
| Gabriel García Márquez   | Colombia   | Cien años de soledad (1967)                                                                             | Premio Nobel de Literatura                        |
| Francisco Martín Moreno  | México     | Las Cicatrices del Viento (1989)                                                                        | Laurel de Oro a la Excelencia Literaria de España |
| Pablo Neruda             | Chile      | Calero, trabajador del banano (1940)                                                                    | Premio Nobel de Literatura                        |
| Ramón Amaya Amador       | Honduras   | Prisión Verde (1950)                                                                                    |                                                   |
| Mario Vargas Llosa       | Perú       | Tiempos recios (2019)                                                                                   | Premio Nobel de literatura                        |
| Eduardo Galeano          | Uruguay    | Las venas abiertas de Latinoamérica (1971)                                                              |                                                   |